# کوکسا پلانا
کوکسا پلانا (Coxa plana) نوعی بدشکلی است که در آن سر استخوان ران شکل کروی و گرد خود را از دست داده و سطح بالایی آن پهن میشود.

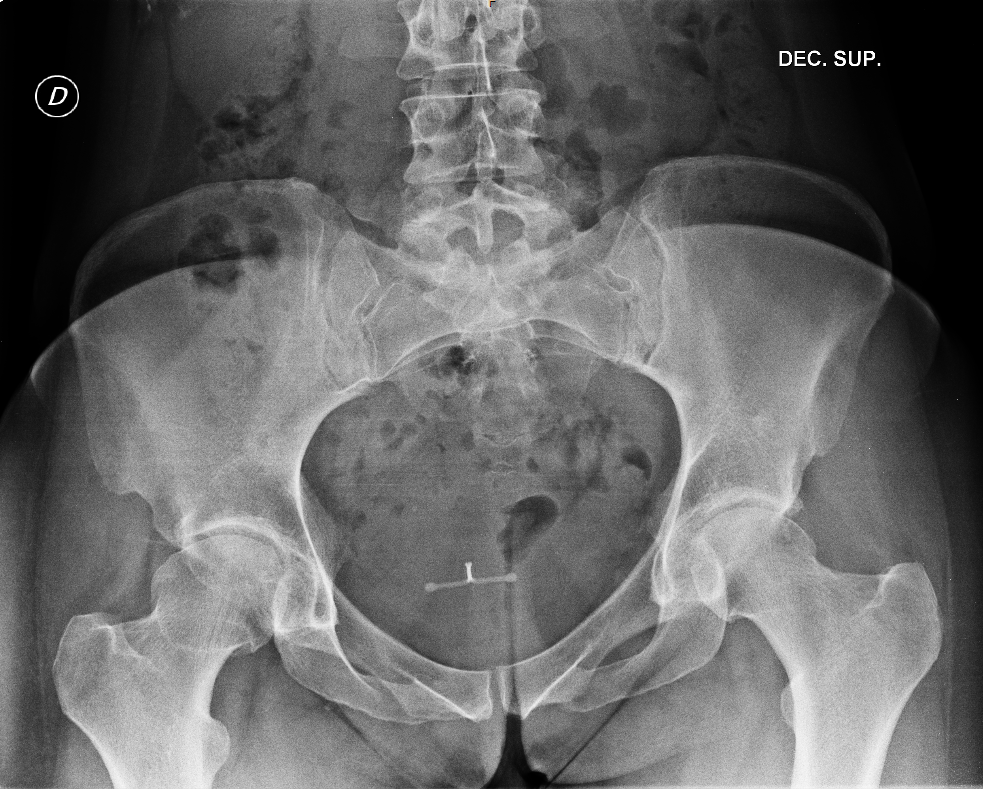

## بیماریزایی
این عارضه بیشتر در کسانی دیده میشود که در زمان بچگی دچار بیماری پرتس یا آواسکولار نکروز سر استخوان ران شده اند. در بیماری پرتس بدنبال مرگ سلول های استخوانی، سر استخوان ران نرم شده و بدنبال آن بر اثر نیروهایی که به مفصل ران وارد میشوند تغییر شکل پیدا نموده سر استخوان پهن میشود.